# Лейк (окръг, Индиана)
Вижте пояснителната страница за други населени места с името Лейк.
Окръг Лейк (на английски: Lake County в превод езеро) е окръг в щата Индиана, Съединени американски щати. Площта му е 1621 km², а населението е 498 700 души (1 април 2020). Административен център е град Краун Пойнт.